# André Rollin
Pour les articles homonymes, voir Rollin.
André Henri Marie Rollin est un journaliste et écrivain français, né le 14 juillet 1938 à Verdun (Meuse). Il est critique littéraire au Canard enchaîné.

## Biographie
Arrivé à Paris en 1965, il collabore à la revue jésuite Etvdes puis chez France-Soir de l'époque de Pierre Lazareff (au desk étranger) avant de rejoindre le monde littéraire chez Albin Michel. Il entre au Canard enchaîné en juin 1980.